# Quốc kỳ Sierra Leone

tỷ lệ cờ: 2:3

Quốc kỳ của Sierra Leone (tiếng Anh: Flag of Sierra Leone) được chính thức kéo lên vào ngày 27 tháng 4 năm 1961. Theo hiến pháp nước này, quốc kỳ có 3 màu: xanh lá cây, trắng và xanh da trời và có tỷ lệ 6x3. Màu xanh lá cây biểu tượng cho ngành nông nghiệp, núi và tài nguyên thiên nhiên. Xanh da trời là biểu tưởng của hy vọng rằng bến cảng thiên nhiên ở Freetown sẽ góp phần mang lại hòa bình cho thế giới. Màu trắng tượng trưng cho sự thống nhất và công lý.